# Torri Edwards
Torri Edwards, född den 31 januari 1977, är en amerikansk friidrottare som tävlar i kortdistanslöpning.
Edwards deltog vid Olympiska sommarspelen 2000 där hon blev utslagen i försöken på 100 meter och i semifinalen på 200 meter. Hon ingick i det amerikanska stafettlag som ursprungligen blev bronsmedaljörer på 4 x 100 meter men som blev av med medaljerna efter Marion Jones erkänt doping.
Under 2003 blev hon trea vid inomhus-VM i Birmingham på 60 meter. Utomhus vann hon guld på 100 meter vid VM i Paris på tiden 10,93. vid samma mästerskap slutade hon tvåa på 200 meter efter Anastasija Kapatjinskaja på tiden 22,47. Dessutom blev hon silvermedaljör i den korta stafetten.
2004 Edwards stängdes av för dopning och missade OS i Athen 2004, men året därpå tilläts hon att tävla igen sedan det förbjudna ämnet Nikethamide som hon stoppats med nedgraderats av WADA.
Hon var tillbaka till VM 2007 där hon slutade fyra både på 100 meter och på 200 meter. Däremot blev hon världsmästare i stafetten över 4 x 100 meter tillsammans med Lauryn Williams, Allyson Felix och Mikele Barber.
Vid Olympiska sommarspelen 2008 var hon i final på 100 meter men slutade på en åttonde plats på tiden 11,20.

## Personliga rekord
- 100 meter - 10,78
- 200 meter - 22,28